# Prinsessan Eyi
Eyi, född okänt år, död 80 f.Kr., var en kinesisk prinsessa, dotter till kejsar Han Wudi och syster till kejsar Han Zhaodi.  Hon är främst känd för den politiska roll hon spelade i maktkampen under sin brors tidiga regeringstid, då hon deltog i två komplotter mot statsminister Huo Guang. 

## Biografi

### Tidigt liv
Eyis mor är okänd och var troligen en av kejsarens konkubiner. Hennes födelseår är också okänt; information om de kinesiska prinsessorna ur Handynastins tid är ofta bristfällig. 
Hennes far avled 87 f.Kr., och efterträddes av hennes bror under förmynderskap av de två statsministrarna Huo Guang och Shangguan Jie. Hon hade ett förhållande med Ding Wairen, men paret kunde inte gifta sig på grund av skillnaden i rang mellan dem. År 84 övertalade hon sin bror kejsaren att gifta sig med Shangguan Jies sondotter Shangguan (Han Zhaodi), sedan Shangguan Jie hade lovat Ding Wairen sitt stöd för ett äktenskap mellan prinsessan och hennes älskare. Äktenskapet ägde rum 84, och året därpå fick kejsarens maka även titeln kejsarinna. 

### Första komplotten
Prinsessan Eyi och hennes älskare Ding Wairen begärde därefter att få det utlovade stödet för deras äktenskap i utbyte, och Shangguan Jie rekommenderade i enlighet med detta att Ding Wairen skulle få titeln markis, och därmed få tillräcklig rang för att kunna gifta sig med kejsarens syster. Detta förslag blockerades dock av den andra statsministern, Huo Guang. Paret iscensatte därefter en konspiration mot Huo Guang tillsammans med klanen Shangguan, prins Dan av Yan och vice statsminister Sang Hongyang. År 80 f.Kr. sattes komplotten igång när prins Dan anklagade Huo Guang för att illegalt utöva kejserlig myndighet. Planen var att få Huo Guang arresterad, varefter Shangguan Jie och Sang sedan kunde avrätta honom. Den fjortonåriga kejsaren förklarade dock att Huo Guang inte kunde vara skyldig till att ha utfört det specifika brott som exemplifierats av prins Dan, eftersom prinsen varit bortrest när detta ska ha ägt rum. 

### Andra komplotten
Huo-konspiratörerna gjorde därefter upp en ny plan. Den nya planen gick ut på att prinsessan Eyi skulle bjuda in Huo Guang på fest, och att han i samband med festen skulle överfallas och dödas; därefter skulle kejsaren avsättas och prins Dan uppsättas på tronen (det finns dock uppgifter om att klanen Shangguan i själva verket planerade att döda även prins Dan och uppsätta Shangguan Jie på tronen). Komplotten avslöjades av en av Eyis anställda. Samtliga medlemmar av konspirationen avrättades tillsammans med alla medlemmar ur deras familjeklaner, med undantag för de kungliga konspiratörerna, prins Dan och prinsessan Eyi, som istället tvingades begå självmord.